# Prudove, Simferopol
Prudove (în ucraineană Прудове) este un sat în comuna Kolciuhîne din raionul Simferopol, Republica Autonomă Crimeea, Ucraina.

## Demografie
Componența lingvistică a localității Prudove
     Tătară crimeeană (40,45%)
     Rusă (32,25%)
     Ucraineană (25,07%)
     Alte limbi (0,56%)
Conform recensământului din 2001, nu exista o limbă vorbită de majoritatea populației, aceasta fiind compusă din vorbitori de tătară crimeeană (40,45%), rusă (32,25%) și ucraineană (25,07%).